# Felfelé hívás
A felfelé hívás az objektumorientált programozás antimintája. Ebben a szülő osztály egy metódusát a gyermek osztálynak felül kell definiálnia, azonban annak meg kell hívnia azt a metódust, amit éppen felüldefiniál.
A felülírt metódus nem teljes, és a gyermek osztálynak egy előírt módon ki kell bővítenie a funkcionalitását. Azonban nem biztos, hogy kikényszeríthető a szülő osztály metódusának előfeltétele a gyermek osztályban felüldefiniálás közben. Emiatt antimintának tekintik, és a sablon metódust javasolják helyette.

## Leírás
Az objektumorientált programozásban egy osztály örökölheti szülője tulajdonságait és viselkedését. A metódusokat felül is írhatja, ezzel saját megvalósítást adva. Ez vagy teljesen helyettesíti a szülő osztály metódusát, vagy meghívja azt is. A legtöbb programozási nyelvben ezt explicit kell megtenni.
A felfelé hívásban egy interfész vagy keretrendszer megköveteli, hogy a felhasználó származtasson egy osztályból, írja felül az adott metódust, és hívja meg a szülő osztály metódusát.
Erre azért van szükség, mivel a szülő metódus végzi el az inicializálást, vagy a gyermek osztály csak kibővíti a szülő funkcionalitását.
Meg kell jegyeznünk, hogy a kötelezővé tétel az antiminta. Sok példa van valós kódban, amikor a gyermek osztály csak ki akarja bővíteni a szülő működését. Ha még akkor is meg kell hívnia a szülő metódusát, ha azt teljesen egy új viselkedéssel akarja helyettesíteni, akkor antimintához jutunk.
Ehelyett javasolt a sablon metódus, amikor a szülő osztályban egy metódus bizonyos pontokon meghív tisztán absztrakt metódusokat, amelyek megvalósítását a gyermek osztályokra hagyja.

## Különböző nyelvi megoldások
A felfelé hívás antimintája azért van jelen, mivel csak kevés nyelvben van olyan lehetőség, ami szerződésben biztosítja, hogy a szülő metódusa meghívódjon. A BETA radikálisan bevezette ezt a lehetőséget. Konstruktorokra több nyelv, a Java és a C++ is használja, a gyermek osztály konstruktorának először meg kell hívnia a szülő konstruktorát az örökölt tagok inicializálására, majd utána csinálhat bármit is.
Az antiminta megoldható az aspektusorientált programozásból eredő before és after, néha around is metódusok definiálásával, ahogy azt a  Common Lisp CLOS rendszere is felajánlja. A gyermek osztály ezeket külön felülírhatja, és a rendszer garantálja, hogy ezek végrehajtódnak a szülő metódus előtt, után, vagy körül.

## Példák
Legyen egy osztály, ami egy videokölcsönző készletéről készít jelentést! Minden egyes kölcsönzőnek más az éppen elérhető készlete, de a jelentést készítő algoritmus ugyanaz. A felfelé hívást használó keretrendszer a következő absztrakt osztályt nyújtja C Sharp nyelven:
```
abstract
 
class
 
ReportGenerator
 
{

    
public
 
virtual
 
Report
 
CreateReport
()
 
{

        
// Generate the general report object

        
// ...

        
return
 
new
 
Report
(...);

    
}

}

```

A felhasználónak ehhez hasonlóan kell megvalósítani a gyermek osztályt:
```
class
 
ConcreteReportGenerator
 
:
 
ReportGenerator
 
{

    
public
 
override
 
Report
 
CreateReport
()
 
{

        
// Tabulate data in the store-specific way

        
// ...

        
// Design of this class requires the parent CreateReport() function to be called at the 

        
// end of the overridden function. But note this line could easily be left out, or the

        
// returned report could be further modified after the call, violating the class design

        
// and possibly also the company-wide report format.

        
return
 
base
.
CreateReport
();

    
}

}

```

Sablon metódussal az absztrakt osztály:
```
abstract
 
class
 
ReportGenerator
 
{

    
public
 
Report
 
CreateReport
()
 
{

        
Tabulate
();

        
// Generate the general report object

        
// ...

        
return
 
new
 
Report
(...);

    
}

 

    
protected
 
abstract
 
void
 
Tabulate
();

}

```

A gyermek osztály:
```
class
 
ConcreteReportGenerator
 
:
 
ReportGenerator
 
{

    
protected
 
override
 
void
 
Tabulate
()
 
{

        
// Tabulate data in the store-specific way

        
// ...

    
}

}

```

## Fordítás
Ez a szócikk részben vagy egészben  a   Call super című angol Wikipédia-szócikk fordításán alapul.  Az eredeti cikk szerkesztőit annak laptörténete sorolja fel. Ez a jelzés csupán a megfogalmazás eredetét és a szerzői jogokat jelzi, nem szolgál a cikkben szereplő információk forrásmegjelöléseként.